# Kroatiska labouristerna – Arbetarpartiet
Kroatiska labouristerna – Arbetarpartiet (kroatiska: Hrvatski laburisti - Stranka rada, förkortat HL) är ett politiskt parti i Kroatien. Det populistiska partiet grundades 2010 och ligger till vänster på den politiska skalan. Partiets Europaparlamentariker sitter i den socialdemokratiska gruppen i Europaparlamentet (S&D).

## Ideologi
Partiet grundades med en önskan om att samla alla människor i Kroatien som anser att arbete, kunskap och social rättvisa är grunden för personlig och social utveckling. Partiet betonar värden som demokrati, social solidaritet, arbetarnas värdighet och ett offentligt och öppet politiskt arbete.

## Valresultat
I parlamentsvalet i Kroatien 2011 fick partiet 4,15% av rösterna och blev därmed det fjärde största partiet i landet. I det kroatiska parlamentet har partiet 6 mandat. I landets första Europaparlamentsval 2013 fick det ett mandat i Europaparlamentet. Vid Kroatiens förväntade EU-inträde den 1 juli 2013 blir Nikola Vuljanić partiets första Europaparlamentariker.  

## Partiledare
- Dragutin Lesar, 2010-